# Husbishag Tesserae
Le Husbishag Tesserae sono una struttura geologica della superficie di Venere.